# Pelagij
Pelagij, britanski menih in teolog, * okrog 350, Britansko otočje, † 420, Palestina

Pelagij je učil, da je človeška narava dobra, da Božja milost ni potrebna in da ni treba krščevati otrok in odraslih. Njegov nauk se imenuje pelagijanstvo ali pelagianizem, ki je bilo leta 418 razglašeno za heretično.

## Življenjepis
Zgodnje Pelagijevo življenje je po večini skrivnost, vendar se strokovnjaki na splošno strinjajo, da se je rodil na Britanskem otočju okrog 350 po Kristusovem rojstvu. Starši so bili nizkega rodu, vendar so sinu omogočili temeljito izobrazbo, tako da je dobro spoznal sveto pismo in preučil tudi mnogo klasičnih spisov. Pelagij je bil tudi mož, ki je se je izuril v podajanju in to lastnost si je morebiti pridobil s pravno izobrazbo; postal je velik sovražnik pravoverja. Čeprav njegovi sodobniki pogosto omenjajo, da je bil Pelagij menih, ni jasnih dokazov, da bi pripadal kaki samostanski skupnosti.
Glavni viri o zunanjem videzu Pelagija so polemični spisi njegovih najbolj vnetih nasprotnikov: Orozija in Hieronima, ki še zdaleč niso laskavi; vendar se zdi, da je bil visoke rasti in počasne hoje. Njegovi zgovorni nasprotniki nadalje skušajo pomanjšati njegov značaj, vendar ni dvoma, da je bil v resnici zelo uspešen človek. Tudi sveti Avguštin pravi za Pelagija, da je bil svet človek, ki je zelo napredoval v krščanskem življenju.
Nekega dne je Pelagij zapustil Veliko Britanijo, morda iz želje po nadaljnjem izobraževanju. Njegova prisotnost je v Rimu je prvič omenjena leta 405, ko se je začelo njegovo razpravljenjem z Avguštinom Hiponskim. Pelagij je svoje bivanje v Rimu uporabil predvsem za poučevanjem članov krščanskih uglednikov in za pisanje. Svoje komentarje k pismom sveti Pavelapostola Pavla je dokončal do 409, ko je pobegnil iz Rima, katerega je oblegal gotski kralj Alarih.
Pelagij je odšel najprej na Sicilijo s svojim učencem Celestij em, nato je pa malo časa preživel v Hipon u, vendar je bil škof Avguštin žal ravno takrat odsoten. Preselila sta se v Kartagino, kjer je Celestij ostal in uspešno širil pelagijanstvo; Pelagij sam pa je nadaljeval pot v Palestino. Tam je ostal do 418, ko ga je škofovska sinoda obsodila kot heretika, izobčila iz Cerkve ter izgnala.
Menih je tedaj izginil iz zgodovine; na splošno menijo, da se je zatekel z majhno skupnostjo somišljenikov v Egipt, kjer umrl kmalu po svojem prihodu.

## Cerkev in pelagijanstvo

### Papeži in pelagijanstvo
Vladanje Inocenca I. označujejo trije žalostni dogodki: izgnanstvo in smrt Janeza Zlatoustega, razdejanje mesta Rima 410 ter širjenje pelagijanstva.
Za krščansko enotnost je imelo hude posledice ravnanje naslednjega papeža Zosima v zvezi s pelagijanstvom. Na Zosima se je namreč pisno obrnil britanski heretik Pelagij, češ da ne uči tistega krivega nauka, zaradi katerega je bil izobčen iz Cerkve, ampak da se samo drugače izraža. S spretnim govorjenjem in uglajenim nastopom je njegov rimski privrženec Celestij pelagijanstvo papežu predstavil kot pravoveren nauk: zato je papež Pelagija rehabilitiral ter sprejel nazaj v cerkveno skupnost, iz katere so ga bili izobčili carigrajski patriarh in afriški škofje. Ponovno spravo je zahteval tudi od afriških škofov. Ti so se pod vodstvom sv. Avguština leta 418 sestali na sinodi v Kartagini, sestavili devet členov proti pelagianizmu (Epistola Tractoria) ter Pelagija ponovno obsodili. Avguštin je te člene poslal papežu, ki je medtem tudi sam spregledal zvijačo. Papež Zosim je 418 sprejel kartaške sklepe ter zavrnil Pelagijevo učenje in vsem krajevnim Cerkvam poslal razlago pravega nauka.
Kot papež je Celestin I. uspešno vabil v edinost Cerkve pelagijance, ki so se ohranili po nekaterih delih Britanije, Galije,  Ilirika in Afrike.
Ukazal je, da se ne sme odreči odveza tistim heretikom, ki pokažejo iskreno kesanje.
Nekateri viri menijo glede nauka Siksta III.: »Kot duhovnik je nekaj časa bil pristaš Pelagija, kasneje pa se je odločno obrnil proti pelagianizmu, kar spričuje tudi Avguštin.« Vendar je – po drugih virih - to bilo le pelagijansko natolcevanje, ki so ga širili o njem. Temu so dodajali še izmišljotino, da ga je zaradi prešuštvovanja obsodila neka rimska sinoda. 
Leon Veliki pa pravi o svoje predhodniku Sikstu III., ne samo da ni bil heretik, ampak:
»Slavni graditelj svetih zidov, toda še slavnejši stavbenik duš, v katere je vcepil klico svoje pobožnosti še za daljno prihodnost, da bi pobožni potomci prebivali v tistih stavbah, katere je gradil in delali to, kar je on učil.«
Leonovo uspešno versko delovanje je izrazil Quesnel takole: Leon je razlagal nauk o Sveti Trojici zoper priscilijance,  o Jezusovem učlovečenju zoper Jude, o istobitnosti z Očetom zoper arijance, o njegovi človeški naravi zoper Evtiha, o samostojni osebi zoper nestorijance, o pravici do cerkvene zakonodaje zoper novacijance, o enotnosti zoper donatiste, o potrebnosti in moči Božje milosti zoper pelagijance, o resničnosti, moči in dostojanstvu zakramentov zoper manihejce, o resnični pobožnosti in bogoslužju zoper navidezne kristjane; ta nauk je razvijal in branil z Božjo modrostjo, izredno pobožnostjo in neverjetnim pogumom.«

### Don Bosko o Pelagiju
Don Bosko ocenjuje Pelagija takole: 
 Donatisti so že skoraj izumrli, ko je nastala nova ločina, ki je bila mnogo bolj nevarna od prejšnje. Njen začetnik je Pelagij. Rojen od staršev nizkega stanu se je delal krepostnega in postal redovni brat. Podal se je v Rim, kjer je s svojo hinavščino uspel pridobiti naklonjenost mnogih uglednih osebnosti. Bil je zelo prodoren, prilagodljiv in hinavski: ne da bi spremenil čustvo, je znal spremeniti govorico. Zanikal je izvirni greh in potrebnost Božje milosti. To posvetno novost je zavrl zagon svetega Avguština, po čigar prizadevanju so se sešli na pokrajinski koncil afriški škofje in obsodili Pelagija in njegove privržence. Škofje so s tega cerkevnega zbora pisali rimskemu papežu svetemu Inocencu I., ki je bil doma iz Albe v Piemontu; on je potrdil njihove sklepe in izobčil pelagijanske škofe leta 418. 

### Protestantizem o Pelagiju
Napis pod starodavno upodobitvijo heretika Pelagija povzema na kratko vsebino njegovega nauka, ki je bolj poznan s strani zavračanja njegovih nasprotnikov kot iz trditev njegovih malo ohranjenih spisov. Jasno kaže na to, da so njegovo učenje in tudi osebo obsojali tudi protestantje kot heretično.

### Pelagijanstvov nekaterih trditvah nasprotujekrščanstvu
Krščanstvo kot tako torej obsoja pelagijanstvo, ki uči: da je človek po naravi dober in nagnjen k dobremu in s tem zanika izvirni greh; o Adamu je učil ta nauk, da je grešil Adam samo osebno, njegovi potomci pa se rojevajo brez izvirnega greha v stanju, kot sta ga imela Adam in Eva pred grehom v zemeljskem raju. O vnaprejšnji določitvi ali predestinaciji pa je Pelagij učil, da je Bog človeka že vnaprej določil ali za zveličanje ali za pogubljenje.